# Walter Duranty
Walter Duranty (Liverpool, 25 de maio de 1884 – Orlando, 3 de outubro de 1957) foi um jornalista anglo-americano que serviu como chefe do escritório em Moscou do The New York Times por quatorze anos (1922–1936) após a vitória bolchevique na Guerra Civil Russa (1918–1921).
Em 1932, Duranty recebeu o Prêmio Pulitzer por uma série de reportagens sobre a União Soviética, onze das quais foram publicadas em junho de 1931. Mais tarde, ele foi criticado por sua subsequente negação da fome generalizada (1930-1933) na URSS, mais particularmente o Holodomor. A partir de 1990, houve pedidos para que o conselho do Pulitzer revogasse o prêmio de Duranty. O Conselho Pulitzer recusou revogar o prémio e, em 2003, afirmou que os artigos que examinou para a atribuição do prémio não continham "provas claras e convincentes de fraude deliberada".

## Início da vida e carreira
Duranty nasceu em uma família de classe média em Merseyside, filha de Emmeline e William Steel Duranty. Seus avós se mudaram para Birkenhead, em Cheshire, vindos das Índias Ocidentais em 1842 e estabeleceram um negócio comercial de sucesso no qual seu pai trabalhava. Ele estudou em Harrow, uma das escolas públicas mais prestigiadas da Grã-Bretanha, mas um colapso repentino nos negócios da família levou a uma transferência para a Bedford School. No entanto, ele ganhou uma bolsa para estudar no Emmanuel College, em Cambridge, onde se formou com um diploma de primeira classe.
Após completar sua educação, Duranty mudou-se para Paris, onde conheceu Aleister Crowley e participou de rituais de magia com ele. Duranty se envolveu em um relacionamento com a amante de Crowley, Jane Cheron, e acabou se casando com ela.
Durante a Primeira Guerra Mundial, Duranty trabalhou como repórter do The New York Times. Uma história que Duranty apresentou sobre a Conferência de Paz de Paris de 1919 rendeu-lhe maior atenção como jornalista. Mudou-se para Riga, na Letónia, para cobrir eventos nos recém-independentes Estados Bálticos.

## Carreira em Moscou
Duranty mudou-se para a União Soviética em 1921. Em 1924, durante férias na França, sua perna esquerda foi ferida em um acidente de trem. Após uma operação, o cirurgião descobriu gangrena e amputou a perna. Depois de se recuperar, Duranty retornou à União Soviética.
Depois de se estabelecer nos Estados Unidos em 1934, Duranty foi contratado pelo The New York Times, cujos termos exigiam que ele passasse vários meses por ano em Moscou. Nessa qualidade, ele relatou os julgamentos-espetáculo dos opositores políticos de Estaline em 1936-1938.

### Visões sobre a União Soviética
Na série de reportagens de 1931, pela qual recebeu o Prêmio Pulitzer de Correspondência de 1932, Duranty argumentou que o povo russo era "asiático" em pensamento, valorizando o esforço comunitário e exigindo um governo autocrático. Ele alegou que eles viam a individualidade e a iniciativa privada como conceitos estranhos que levavam à ruptura social e eram tão inaceitáveis para eles quanto a tirania e o comunismo eram inaceitáveis para o mundo ocidental.
Tentativas frustradas desde a época de Pedro, o Grande, de aplicar os ideais ocidentais na Rússia eram uma forma de colonialismo europeu, ele escreveu, que foi finalmente varrida pela Revolução de 1917. Vladimir Lenin e sua Nova Política Econômica foram ambos fracassos contaminados pelo pensamento ocidental. Duranty acreditava que Stalin descartou a Nova Política Econômica porque não tinha concorrência política. A fome na Ucrânia demonstrou a falta de oposição organizada a Stalin porque sua posição nunca foi realmente ameaçada pela catástrofe. Stalin teve sucesso onde Lenin falhou: ele "restabeleceu um ditador da ideia imperial e se colocou no comando" por meio da intimidação. "Stalin não se via como um ditador, mas como um 'guardião de uma chama sagrada' que ele chamou de stalinismo por falta de um nome melhor." O plano quinquenal de Stalin foi uma tentativa de afetar um novo modo de vida para o povo russo.
Duranty argumentou que a mentalidade da União Soviética em 1931 diferia muito da percepção criada pelas ideias de Karl Marx; ele via o stalinismo como uma integração do marxismo com o leninismo. Em um de seus artigos submetidos ao Prêmio Pulitzer, Duranty opina  sobre as ações soviéticas que levaram à fome.
Duranty admitiu a brutalidade do sistema stalinista e defendeu sua necessidade.
As motivações de Duranty foram intensamente debatidas e as suas reportagens são criticadas por serem pouco críticas em relação à URSS, apresentando a propaganda soviética como reportagens legítimas.
No seu elogio a Joseph Stalin como um ditador imperial, nacional, "autenticamente russo" a ser comparado a Ivan, o Terrível, Duranty estava a expressar opiniões semelhantes às de alguns emigrantes brancos (russos) durante o mesmo período. Mesmo levando em consideração que  Stalin não era russo, mas georgiano, com possível ascendência ossétia distante – seu bisavô paterno era possivelmente um ossétio – um fato que ele minimizou durante sua vida.)
Em 1933, Estaline recompensou este elogio e apreciação dizendo que Duranty tentou “dizer a verdade sobre o nosso país”.

### Relatando a fome de 1932-1933
No The New York Times de 31 de março de 1933, Walter Duranty denunciou relatos de fome e, em particular, atacou Gareth Jones, um jornalista galês que testemunhou a fome na Ucrânia e emitiu um comunicado de imprensa amplamente divulgado sobre a situação deles dois dias antes em Berlim.

Sob o título "Russos com fome, mas não morrendo de fome", o artigo de Duranty descreveu a situação da seguinte forma:
No meio do duelo diplomático entre a Grã-Bretanha e a União Soviética sobre os engenheiros britânicos acusados, surge de uma fonte britânica uma grande história assustadora na imprensa americana sobre a fome na União Soviética, com "milhares de mortos e milhões ameaçados de morte por inanição".
O "duelo diplomático" foi uma referência à prisão de engenheiros da empresa Metropolitan-Vickers que trabalhavam na URSS. Acusados, juntamente com cidadãos soviéticos, de "destruir" (sabotar) a fábrica que estavam a construir, foram alvo de um de uma série de julgamentos-espetáculo presididos por Andrey Vyshinsky durante o Primeiro Plano Quinquenal. Cinco meses depois (23 de agosto de 1933), em outro artigo do New York Times, Duranty escreveu:
Qualquer relato de fome na Rússia é hoje um exagero ou propaganda maligna. A escassez de alimentos, no entanto, que afectou toda a população no último ano e particularmente nas províncias produtoras de cereais – Ucrânia, Cáucaso do Norte [ou seja, Região de Kuban] e Baixo Volga – causou, no entanto, grande perda de vidas.
Duranty concluiu que "é conservador supor" que, em certas províncias com uma população total de mais de 40 milhões, a mortalidade "pelo menos triplicou". O duelo na imprensa sobre as histórias de fome não prejudicou a estima de Duranty. O The Nation descreveu então a sua reportagem como "os despachos mais esclarecidos e imparciais de uma grande nação em formação que apareceram em qualquer jornal do mundo".
Após negociações delicadas em novembro de 1933, que resultaram no estabelecimento de relações entre os EUA e a URSS, um jantar foi oferecido ao Ministro das Relações Exteriores Soviético, Maxim Litvinov, no Hotel Waldorf-Astoria, em Nova York. O nome de cada um dos participantes foi lido, educadamente aplaudido pelos convidados, até o de Duranty. Em seguida, Alexander Woollcott escreveu: "o único pandemónio realmente prolongado foi evocado... Na verdade, ficamos com a impressão de que a América, num espasmo de discernimento, estava a reconhecer tanto a Rússia como Walter Duranty".
Sally J. Taylor, autora da biografia crítica de Duranty , Stalin's Apologist, argumenta que suas reportagens da URSS foram um fator-chave na decisão do presidente dos EUA, Franklin D. Roosevelt, em 1933, de conceder reconhecimento oficial à União Soviética.

## Carreira posterior
Em 1934, Duranty deixou Moscou e visitou a Casa Branca na companhia de autoridades soviéticas, incluindo Litvinov. Ele continuou como correspondente especial do The New York Times até 1940.
Ele escreveu vários livros sobre a União Soviética depois de 1940. Seu nome estava em uma lista mantida pelo escritor George Orwell daqueles que Orwell considerava inadequados como possíveis escritores para o Departamento de Pesquisa de Informação do Ministério das Relações Exteriores Britânico, devido à possibilidade de serem muito simpáticos ao comunismo ou possivelmente agentes comunistas pagos.

## Morte
Duranty morreu em 1957 em Orlando, Flórida, aos 73 anos.

## Bolsa de estudos sobre a obra de Duranty
Muitos repórteres da época de Duranty distorceram sua cobertura em favor da União Soviética. Alguns fizeram um contraste com o mundo capitalista, passando pela Grande Depressão; outros escreveram com base numa crença genuína no comunismo; alguns agiram por medo de serem expulsos de Moscou, o que resultaria na perda de meios de subsistência. Em casa, muitos de seus editores achavam difícil acreditar que um estado deixaria milhões de pessoas passarem fome deliberadamente. Os relatórios de Duranty para o The New York Times foram uma fonte de grande frustração para os leitores do jornal em 1932 porque contradiziam diretamente a linha adotada na própria página editorial do jornal.

### A Fome Ucraniana (1932–1933) e os Julgamentos Espetáculo de Moscou de 1938
Duranty foi criticado por se submeter à propaganda oficial de Stalin e da União Soviética em vez de relatar notícias, tanto quando morava em Moscou quanto depois. Por exemplo, ele mais tarde defendeu os Julgamentos de Stalin em Moscou em 1938, que foram encenados para eliminar potenciais desafiantes à autoridade de Stalin.
A maior controvérsia em relação ao seu trabalho continua sendo sua cobertura da grande fome de 1930-33 que atingiu certas partes da URSS depois que a agricultura foi forçada e rapidamente "coletivizada". Ele publicou relatórios afirmando que "não há fome ou inanição real, nem é provável que haja" e que "qualquer relato de fome na Rússia é hoje um exagero ou propaganda maligna".
Desde o final da década de 1960, o trabalho de Duranty tem sido cada vez mais criticado por não relatar a fome. Robert Conquest criticou as reportagens de Duranty em The Great Terror (1968), The Harvest of Sorrow (1986) e, mais recentemente, em Reflections on a Ravaged Century (1990). Joseph Alsop e Andrew Stuttaford se manifestaram contra Duranty durante a controvérsia do Prêmio Pulitzer. "Mentir era o negócio de Duranty", comentou Alsop. Nas suas memórias, o jornalista britânico Malcolm Muggeridge, então correspondente do The Manchester Guardian em Moscou, falou das “mentiras persistentes” de Duranty e noutro lugar chamou-lhe “o maior mentiroso que alguma vez conheci”.

### O que Duranty sabia e quando
Enquanto isso, ficou claro, pelos comentários de Duranty a outros, que ele estava totalmente ciente da escala da calamidade. Em 1934, ele relatou privadamente à embaixada britânica em Moscou que cerca de 10 milhões de pessoas podem ter morrido, direta ou indiretamente, de fome na União Soviética no ano anterior.
Tanto os serviços secretos britânicos como a engenheira americana Zara Witkin, que trabalhou na URSS entre 1932 e 1934, confirmaram que Duranty deturpou intencionalmente informações sobre a natureza e a escala da fome.
Há alguns indícios de que a orientação deliberadamente equivocada de Duranty em relação à fome resultou de coação. Conquest acreditava que Duranty estava sendo chantageado por suas inclinações sexuais.
No seu livro de 1944, Duranty escreveu num tom reprimido sobre as suas reportagens de 1932-34, mas ofereceu apenas uma defesa stalinista. Ele admite que as pessoas passaram fome, incluindo não apenas os "inimigos de classe", mas também os comunistas leais, mas diz que Estaline foi forçado a ordenar as requisições para equipar o Exército Vermelho o suficiente para dissuadir uma iminente invasão japonesa (uma repetição da Intervenção Siberiana de uma década antes) — por outras palavras, para salvar a União Soviética da iminente desgraça militar, não porque Estaline quisesse colectivizar a população sob a mira de uma arma, sob pena de morte.

## Apelos à revogação do Prémio Pulitzer, 1990–2003
A controvérsia e a preocupação com as reportagens de Duranty sobre a fome na Ucrânia soviética levaram a uma ação para retirá-lo postumamente e simbolicamente do Prêmio Pulitzer que ele recebeu em 1932.
Em resposta ao Apologista de Stalin (1990), a biografia crítica de Sally J. Taylor,  o New York Times designou um membro do seu conselho editorial, Karl Meyer, para escrever um editorial assinado sobre o trabalho de Duranty para o Times. Em um artigo mordaz em 24 de junho de 1990, Meyer escreveu que os artigos de Duranty eram "algumas das piores reportagens a aparecer neste jornal". Duranty, disse Meyer, apostou sua carreira na ascensão de Stalin e "se esforçou para preservá-la ignorando ou desculpando os crimes de Stalin". O Conselho Pulitzer em 1990 reconsiderou o prêmio, mas decidiu preservá-lo conforme concedido. Quatro anos antes, numa crítica do New York Times de 1986 sobre The Harvest of Sorrow (1986), de Robert Conquest, o antigo repórter do gabinete de Moscovo, Craig Whitney, escreveu que Duranty ignorou efectivamente a fome até que esta quase acabou.
Em 2003, após uma campanha internacional da Associação Ucraniana-Canadense de Liberdades Civis, o Conselho Pulitzer iniciou uma nova investigação, e o The New York Times contratou Mark von Hagen, professor de história russa na Universidade de Columbia, para revisar o trabalho de Duranty como um todo. Von Hagen considerou os relatórios de Duranty desequilibrados e acríticos, o que muitas vezes dava voz à propaganda stalinista. Em comentários à imprensa, ele declarou: "Pela honra do The New York Times, eles deveriam tirar o prêmio." O Times enviou o relatório de Von Hagen ao Conselho do Pulitzer e deixou que o Conselho tomasse as medidas que considerasse apropriadas.
Numa carta que acompanhava o relatório, o editor do The New York Times , Arthur Ochs Sulzberger Jr., chamou o trabalho de Duranty de "desleixado" e disse que "deveria ter sido reconhecido pelo que era pelos seus editores e pelos seus juízes do Pulitzer há sete décadas".
Por fim, Sig Gissler, administrador do conselho do Prêmio Pulitzer, recusou-se a revogar o prêmio. Num comunicado de imprensa de 21 de Novembro de 2003, afirmou que, relativamente aos 13 artigos de Duranty de 1931 submetidos para atribuição do prémio, "não havia provas claras e convincentes de fraude deliberada, o padrão relevante neste caso".
A invasão russa da Ucrânia em 2022 renovou a atenção sobre essa decisão. O editor executivo do New York Times, Bill Keller, expressou publicamente remorso por não ter feito mais para devolver o prêmio em 2003, dizendo: "Um Prêmio Pulitzer não é apenas um elogio para um trabalho isolado. Pelo menos implica um elogio para o desempenho do repórter, e o desempenho de Duranty foi vergonhoso."

## Prêmios literários
( exceto Pulitzer )
- Prêmio O. Henry, Primeiro Prêmio, 1928, por "The Parrot", Redbook, março de 1928.

## Na cultura popular
Duranty é interpretado por Peter Sarsgaard no filme Mr. Jones (2019). O filme retrata a história do jornalista Gareth Jones enquanto ele busca descobrir a verdade sobre o que estava acontecendo na Ucrânia e, então, fazer com que essa história fosse relatada ao mundo, diante da oposição e das negações do Kremlin de Stalin e de Duranty.

## Funciona

### Livros
( cronológico )
- A curiosa loteria e outros contos da justiça russa . Nova Iorque: Coward–McCann, 1929
- Economia Vermelha . Nova Iorque: Houghton Mifflin Company, 1932
- Relatórios Duranty Rússia . Nova Iorque: The Viking Press, 1934
- Eu escrevo como eu quero . Nova Iorque: Simon e Schuster, 1935
- Europa — Guerra ou Paz? Panfletos de Assuntos Mundiais nº 7 . Nova York: Foreign Policy Association e Boston: World Peace Foundation, 1935.
- Gato de Salomão . Grand Rapids: Mayhew Press, 1937.
- Uma vida, um copeque – Um romance . Nova Iorque: Simon e Schuster, 1937
- Bebês sem rabo, histórias de Walter Duranty . Nova York: Modern Age Books, 1937
- O Kremlin e o Povo . Nova Iorque: Reynal & Hitchcock, 1941
- URSS: A História da Rússia Soviética . Nova Iorque: JB Lippincott Company, 1944
- Stalin & Cia.: O Politburo, os homens que governam a Rússia . Nova Iorque: W. Sloane Associates, 1949

### Periódicos
( colaborador )

### Artigos submetidos para o Prêmio Pulitzer de 1932
Série de onze partes no The New York Times :
- "A Rússia Vermelha de Hoje Governada pelo Estalinismo, Não pelo Comunismo" (14 de junho de 1931)
- "Socialismo é o primeiro objetivo do programa soviético; ganhos comerciais são os segundos" (16 de junho de 1931)
- "O stalinismo arquiva a ideia da revolta mundial; para ganhar a Rússia primeiro" (18 de junho de 1931)
- "O sucesso industrial encoraja a política soviética no Novo Mundo" (19 de junho de 1931)
- "O equilíbrio comercial é a nova meta soviética" (20 de junho de 1931)
- "Soviete fixa opinião por meio do controle mais amplo" (22 de junho de 1931)
- "A censura soviética prejudica mais a Rússia" (23 de junho de 1931)
- "O stalinismo esmaga os inimigos em nome de Marx" (24 de junho de 1931)
- "O Exército Vermelho não é uma ameaça à paz" (25 de junho de 1931)
- "O stalinismo resolve o problema das minorias" (26 de junho de 1931)
- "A marca do stalinismo é a disciplina partidária" (27 de junho de 1931)